# Afghan Film
Afghan Film també coneguda com Afghan Film Organization (AFO) és la companyia estatal de cinema afganès. Funciona des del 1968 amb l'excepció dels anys 1996 al 2001 de control talibà. L'actual presidenta és Sahraa Karimi, que va obtenir el doctorat en cinema per l'Acadèmia d'Arts Escèniques de Bratislava i és la seva primera presidenta.
També és un arxiu cinematogràfic. Molts dels seus continguts van ser destruïts pels talibans, tot i que alguns membres del personal van salvar valuoses pel·lícules arriscant la seva pròpia vida. Al documental A Flickering Truth del 2015 es va fer una crònica de diversos esforços de rescat i arxiu. El 3 d’agost de 2019 es va iniciar un festival de cinema de vuit dies, que mostrava 100 pel·lícules a diferents cinemes del país per celebrar el 100è aniversari de la independència del país.
El 2019 es va publicar el documental The Forbidden Reel, que detalla la història del cinema afganès mitjançant entrevistes i arxius. Dirigida pel cineasta afganès-canadenc, Ariel Nasr, la pel·lícula es va estrenar internacionalment a IDFA 2019, i va guanyar el premi Rogers del públic a Hot Docs 2020.
Davant la imminent arribada dels talibans per controlar el país a l'agost del 2021 Karimi va expressar la seva preocupació i va demanar ajuda a la comunitat internacional. Algunes de les pel·lícules destacades del cinema afganès recents havien estat Fire dancer de Jawed Wassell, Osama de Siddiq Barmak, Kandahar de Mohsen Malkmalbaf, Buda va explotar per vergonya de Hana Malkmalbaf o A les cinc de la tarda de Samira Malkmalbaf.